# فلوریان (کلمبیا)
فلوریان (انگلیسی: Florián) یک منطقه مسکونی در کلمبیا است.